# Rubbadubbers
A Rubbadubbers / Rubbadubberek egy amerika–brit televíziós rajzfilmsorozat. 2003. január 15. és 2005. november 1. között sugározták. Magyarországon a JimJam vetítette.

## Történet
Ebben a vidám sorozatban egy csapatnyi fürdőszoba-játék elevenedik meg, s élénk képzeletük mesés vízitúrákra repíti őket.

## Szereplők
| Szereplő | Eredeti hang         | Magyar hang   | Ismertető |
| -------- | -------------------- | ------------- | --------- |
| Reg      | John Gordon Sinclair | Seder Gábor   |           |
| Finbar   | Sean Hughes          | Jakab Csaba   |           |
| Tubb     | John Gordon Sinclair | Szokol Péter  |           |
| Sploshy  | Maria Darling        | Roatis Andrea |           |
| Amelia   | Maria Darling        | Dögei Éva     |           |
| Winona   | Maria Darling        | Molnár Ilona  |           |
| Terence  | John Gordon Sinclair | Pálfai Péter  |           |

## Formátum
Minden epizód a fürdőszobában kezdődik. A műsor megpróbálja megtanítani a gyermekeknek, szórakoztató módon az élet bonyolultságát, és a jobb világért álmodozás negatív aspektusait. Kis idő múlva az egyik karakter ezt mondja: "bár csak". A karakter ezután belemegy egy álom-világba, ahol a "bár csak" igaz. Mindig kiderül, hogy a "bár csak" rosszul sül el (pl.: minden csak buborékból álljon a világon, valójában egy rossz ötlet), és a karakter kíván egy másik "bár csak"-ot, hogy vegye őket vissza az álomvilágból a fürdőszobába. Mindenki újra boldog. A végén Reg bejelenti, hogy a gyerekek érkeznek a fürdőszobába, és mindenki a helyére kerül.

## Álom-szekvencia elemek
Az álom-szekvenciák, a kellékek és díszletek ügyesen készült fürdőszoba kellékek (fogkefe, fülpiszkáló, szappan, edények stb.)

## Sugárzása Amerikában
A sorozat a Nickelodeonon futott 2003-tól 2005-ig, valamint a CBeebies-en. Jelenleg újra fut a Tiny Pop csatornán.

## Évados áttekintés
| Évad | Évad | Epizódok | Eredeti sugárzás  | Eredeti sugárzás   | Magyar sugárzás   | Magyar sugárzás   |
| Évad | Évad | Epizódok | Évadpremier       | Évadfinálé         | Évadpremier       | Évadfinálé        |
| ---- | ---- | -------- | ----------------- | ------------------ | ----------------- | ----------------- |
|      | 1    | 13       | 2003. január 15.  | 2003. április 9.   | 2008. január 1.   | 2008. január 13.  |
|      | 2    | 13       | 2004. január 9.   | 2004. április 2.   | 2008. január 14.  | 2008. január 26.  |
|      | 3    | 14       | 2004. július 19.  | 2004. december 21. | 2008. január 27.  | 2008. február 9.  |
|      | 4    | 12       | 2005. október 17. | 2005. november 1.  | 2008. február 10. | 2008. február 21. |

## 1. évad
| #   | Eredeti cím              | Magyar cím            | Eredeti premier   | Magyar premier   |
| --- | ------------------------ | --------------------- | ----------------- | ---------------- |
| 1.  | Tubb the Pirate          | Tubb, a kalóz         | 2003. január 15.  | 2008. január 1.  |
| 2.  | Terence's Double Trouble | Terence kalamajkában  | 2003. január 22.  | 2008. január 2.  |
| 3.  | Reg the Monster          | Reg, a szörny         | 2003. január 29.  | 2008. január 3.  |
| 4.  | Sploshy's Tail           | Sploshy farokuszonya  | 2003. február 5.  | 2008. január 4.  |
| 5.  | Tubb the Magician        | Tubb, a varázsló      | 2003. február 12. | 2008. január 5.  |
| 6.  | Deep Sea Reg             | Mélytengeri Reg       | 2003. február 19. | 2008. január 6.  |
| 7.  | Scary Finbar             | Félelmetes Finbar     | 2003. február 26. | 2008. január 7.  |
| 8.  | Train Driver Tubb        | Tubb, a mozdonyvezető | 2003. március 5.  | 2008. január 8.  |
| 9.  | Sploshy of the Arctic    | Sploshy, a sarkkutató | 2003. március 12. | 2008. január 9.  |
| 10. | Sploshybird              | Sploshy-madár         | 2003. március 19. | 2008. január 10. |
| 11. | Terence of Arabia        | Arábiai Terence       | 2003. március 26. | 2008. január 11. |
| 12. | Speedy Terence           | Szélsebes Terence     | 2003. április 2.  | 2008. január 12. |
| 13. | Amelia the Babysitter    | Amelia, a bébicsősz   | 2003. április 9.  | 2008. január 13. |

## 2. évad
| #   | Eredeti cím              | Magyar cím              | Eredeti premier   | Magyar premier   |
| --- | ------------------------ | ----------------------- | ----------------- | ---------------- |
| 1.  | Princess Amelia          | Amelia hercegnő         | 2004. január 9.   | 2008. január 14. |
| 2.  | Rocket Sled Reg          | Rakétaszán Reg          | 2004. január 16.  | 2008. január 15. |
| 3.  | Terence the Shopkeeper   | Terrence, a boltos      | 2004. január 23.  | 2008. január 16. |
| 4.  | Tubb the Frog Prince     | Tubb, a békaherceg      | 2004. január 30.  | 2008. január 17. |
| 5.  | Amelia and the Detective | Amelia és a nyomozók    | 2004. február 6.  | 2008. január 18. |
| 6.  | Footballer Tubb          | Tubb, a focista         | 2004. február 13. | 2008. január 19. |
| 7.  | Finbar the Star          | Finbar, a sztár         | 2004. február 20. | 2008. január 20. |
| 8.  | Spaceman Reg             | Űrhajós Reg             | 2004. február 27. | 2008. január 21. |
| 9.  | Doctor Terence           | Terence doki            | 2004. március 5.  | 2008. január 22. |
| 10. | Super Amelia             | Szuper Amelia           | 2004. március 12. | 2008. január 23. |
| 11. | Sploshy the Stoneseeker  | Sploshy, a kőkereső     | 2004. március 19. | 2008. január 24. |
| 12. | Sheriff Terence          | Terence seriff          | 2004. március 26. | 2008. január 25. |
| 13. | Tubb's Cake Mistake      | A falánk Tubb pórul jár | 2004. április 2.  | 2008. január 26. |

## 3. évad
| #   | Eredeti cím                   | Magyar cím                     | Eredeti premier    | Magyar premier   |
| --- | ----------------------------- | ------------------------------ | ------------------ | ---------------- |
| 1.  | Finbar's Rescuers             | Finbar megmentése              | 2004. július 19.   | 2008. január 27. |
| 2.  | Finbar and the Green Hat Gang | Finbar és a zöld kalap banda   | 2004. július 20.   | 2008. január 28. |
| 3.  | Terence the Spy               | Terence, a kém                 | 2004. július 21.   | 2008. január 29. |
| 4.  | Terence's Bubble Trouble      | Terence buborék slamasztikában | 2004. július 22.   | 2008. január 30. |
| 5.  | Finbar's Important Part       | Finbar fontos szerepben        | 2004. július 23.   | 2008. január 31. |
| 6.  | Copy Sploshy                  | Utánozd Sploshy-t              | 2004. július 26.   | 2008. február 1. |
| 7.  | Reg's Game Plan               | Reg játékstratégiája           | 2004. július 27.   | 2008. február 2. |
| 8.  | Farmer Sploshy                | Sploshy gazda                  | 2004. július 28.   | 2008. február 3. |
| 9.  | Little Red Riding Tubb        | Tubb szerepelni akar           | 2004. július 29.   | 2008. február 4. |
| 10. | Silly Sploshy                 | Butuska Sploshy                | 2004. július 30.   | 2008. február 5. |
| 11. | Terence's Ties                | Terence nyakkendői             | 2004. augusztus 2. | 2008. február 6. |
| 12. | Reg In Squareworld            | Reg szögletbirodalomban        | 2004. augusztus 3. | 2008. február 7. |
| 13. | Amelia the Diver              | Amelia, a búvár                | 2004. augusztus 4. | 2008. február 8. |
| 14. | Finbar's Gift                 | Finbar ajándéka                | 2004. december 21. | 2008. február 9. |

## 4. évad
| #   | Eredeti cím                | Magyar cím                 | Eredeti premier   | Magyar premier    |
| --- | -------------------------- | -------------------------- | ----------------- | ----------------- |
| 1.  | Finbar and the Ghosts      | Finbar és a kísértet       | 2005. október 17. | 2008. február 10. |
| 2.  | Sploshy's Wishes           | Sploshy kívánságai         | 2005. október 18. | 2008. február 11. |
| 3.  | Sporty Reg                 | Sportos Reg                | 2005. október 19. | 2008. február 12. |
| 4.  | The House That Tubb Built  | A ház, amit Tubb épített   | 2005. október 20. | 2008. február 13. |
| 5.  | Reg and the Library        | Reg és a könyvtár          | 2005. október 21. | 2008. február 14. |
| 6.  | Terence the Monster Hunter | Terence, a szörnyvadász    | 2005. október 24. | 2008. február 15. |
| 7.  | Tufty Tubb                 | Tincses Tubb               | 2005. október 25. | 2008. február 16. |
| 8.  | Tubb's Towers              | Tubb tornyai               | 2005. október 26. | 2008. február 17. |
| 9.  | Lighthouse Keeper Reg      | Reg, a világítótorony őre  | 2005. október 27. | 2008. február 18. |
| 10. | Messenger Terence          | Terence, a hírnök          | 2005. október 28. | 2008. február 19. |
| 11. | Skypainter Amelia          | Az égfestő Amelia          | 2005. október 31. | 2008. február 20. |
| 12. | Finbar the Word Shark      | Finbar, a szókitaláló cápa | 2005. november 1. | 2008. február 21. |